# Gnilica cienka

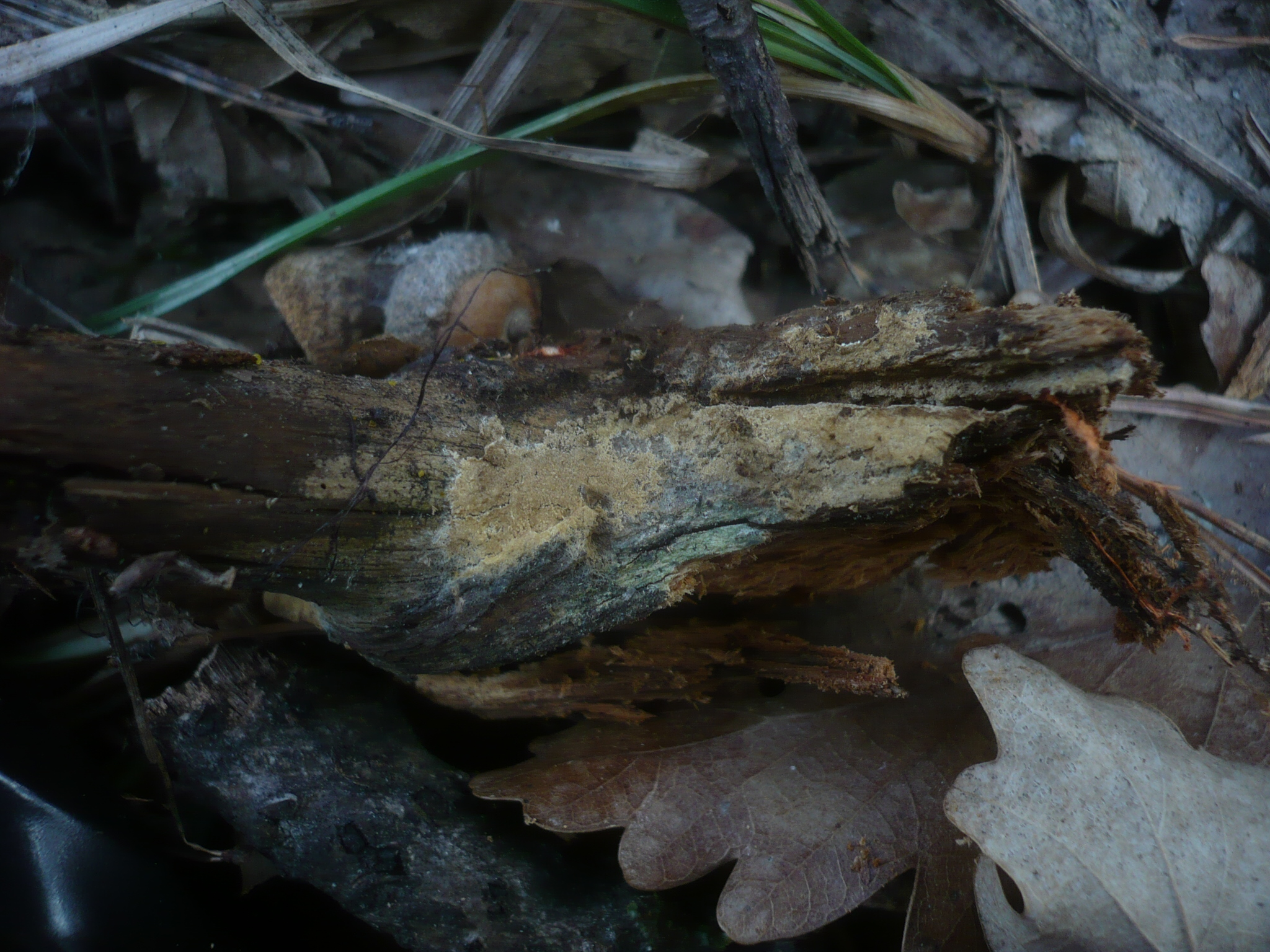

Gnilica cienka (Coniophora arida (Fr.) P. Karst.) – gatunek grzybów z rodziny gnilicowatych (Coniophoraceae).

## Systematyka i nazewnictwo
Pozycja w klasyfikacji według Index Fungorum: Coniophora, Coniophoraceae, Boletales, Agaricomycetidae, Agaricomycetes, Agaricomycotina, Basidiomycota, Fungi.
Po raz pierwszy opisał go w 1828 r. Elias Fries, nadając mu nazwę Thelephora arida. Obecną, uznaną przez Index Fungorum nazwę, nadał mu w 1868 r. Petter Adolf Karsten, przenosząc go do rodzaju Coniophora.
Synonimów nazwy naukowej ma ponad 30.
Po raz pierwszy nazwę polską (gnilica sucha) podali Barbara Gumińska i Władysław Wojewoda w 1983 r. W 2003 r. W. Wojewoda zaproponował nazwę gnilica cienka.

## Morfologia
Owocnik
Rozpostarty, jednoroczny lub wieloletni, przylegający do podłoża. Na górnej stronie gładkie hymenium, początkowo o barwie żółtawej, potem oliwkowo-brązowej lub ciemnobrunatnej. Obrzeże strzępiaste o barwie białawej, kremowej, zazwyczaj z widocznymi, promieniście rozchodzącymi się strzępkami.
Cechy mikroskopowe
System strzępkowy monomityczny. Strzępki bezbarwne lub jasnobrązowe, cienkościenne, zazwyczaj proste z przegrodami, niektóre ze sprzążkami. Mają średnicę 3–5 μm, ale czasami osiągają 12 μm. Sprzążki o średnicy 5–9,5 μm. Cystyd brak, występują cystydiole. Podstawki zgrubiałe, cylindryczne, wydłużone z czterema sterygmami. Mają długość 40–70 μm i szerokość 7–10 μm i prostą przegrodę w podstawie. Zarodniki elipsoidalne, żółtawe, w KOH żółtobrązowe, gładkie, grubościenne, silnie dekstrynoidalne. Mają rozmiar 10–14 × 6–8 μm.
Gatunki podobne
- gnilica mózgowata (Coniophora puteana) – ma nierówny hymenofor, pokryty brodawkami i guzkami. Pospolita[5].
- gnilica oliwkowa (Coniophora olivacea) – w hymenium posiada długie i daleko wystające cystydy z licznymi przegrodami. W Polsce rzadka[5].
- stroczek domowy, zwany też grzybem domowym właściwym (Serpula lacrimans) – o watowatym, żółtawym lub brązowawym owocniku[5].

## Występowanie i siedlisko
Znane jest występowanie gnilicy cienkiej w Ameryce Północnej, Ameryce Południowej (Argentyna), Europie, Afryce (Maroko, Wyspy Kanaryjskie), Azji (Indie, Nepal, Mongolia, Korea, Japonia) i Nowej Zelandii. W Europie jest szeroko rozprzestrzeniona, występuje od Portugalii po 66,3 stopień szerokości geograficznej na Półwyspie Skandynawskim. W Polsce jest pospolita.
Występuje w lasach i zaroślach, głównie na martwym drewnie; na pniakach, leżących na ziemi pniach drzew. Zasiedla zarówno drewno drzew liściastych, jak iglastych. W polskim piśmiennictwie naukowym podano występowanie na drewnie jodły, brzozy, modrzewia, czeremchy, świerka, dębu i sosny.